# Montecchia di Crosara
Montecchia di Crosara är en ort och kommun i provinsen Verona i regionen Veneto i Italien. Kommunen hade 4 308 invånare (2018).